# Wrestle Association-R
La Wrestle Association-R (WAR) est une fédération de catch japonaise fondée et dirigée par Genichiro Tenryu. Elle est créée en 1992 sous le nom de Wrestle and Romance après la fermeture de la Super World of Sports (SWS) et beaucoup de catcheurs de la SWS y travaillent. Elle noue des partenariats avec la World Wrestling Federation et la New Japan Pro Wrestling. Cela relance la carrière de Tenryu puisqu'il obtiendra une victoire face à Antonio Inoki. Ultimo Dragon, un des catcheurs vedette de la division poids lourd junior, est lui aussi mis en valeur grâce à sa participation au tournoi J-Crown durant l'été 1996 qui unifie huit championnat de catch poids lourd junior. Ultimo Dragon échoue en finale de ce tournoi mais il va détenir ces ceintures quelques mois plus tard. La WAR cesse ses activités en 1998 car Tenryu travaille régulièrement avec la NJPW et il manque de temps pour organiser des spectacles de catch. Cependant, il reprend certains des championnats de la WAR quand il fonde Tenryu Project (en). 

## Histoire
En 1992, des tensions apparaissent en coulisse à la Super World of Sports (SWS) entre les catcheurs proches de Genichiro Tenryu, qui est un proche des investisseurs de la SWS, et les proches de Yoshiaki Yatsu. Cela contraint Yatsu à démissioner et la SWS ferme ses portes après leur dernier spectacle le 19 juin.
Tenryu qui ne peut plus retourner à la All Japan Pro Wrestling fonde la Wrestle and Romance et beaucoup de membres de Revolution, le clan de Tenryu, le rejoint. Tenryu place son beau frère Masatomo Takei à la présidence de cette fédération. Tenryu garde de bonnes relations avec la World Wrestling Federation (WWF) et noue un partenariat avec la New Japan Pro Wrestling (NJPW). Cela permet de mettre en place une rivalité entre les catcheurs de la WAR et ceux de la NJPW. Grâce à ce partenariat, Tenryu commence une rivalité avec Antonio Inoki qui se termine par la victoire de Tenryu le 4 janvier 1994,. Cette mise en avant de Tenryu agace Takashi Ishikawa (en) qui quitte la WAR courant 1994. 
En plus de ce partenariat, la WAR travaille aussi avec la Frontier Martial-Arts Wrestling (FMW), l'Union of Wrestling Forces International (en) (UWFi) et la Ladies Legend Pro-Wrestling. Cela permet encore une fois à Tenryu de se mettre en valeur en affrontant Atsushi Onita (en) et Nobuhiko Takada, les promoteurs de la FMW et de l'UWFi. 
Durant l'été 1996, la NJPW, la Wrestle Dream Factory, la Michinoku Pro-Wrestling (en) et le Consejo Mundial de Lucha Libre s'associent avec la WAR pour unifier leurs championnats individuel dans la catégorie des poids lourd junior ou équivalent. Ce championnat nouvellement créé s'appelle J-Crown. Cela permet à Ultimo Dragon qui représente alors de WAR de se mettre en valeur en échouant en finale du tournoi face à The Great Sasuke pour désigner le premier champion le 5 août. Ultimo Dragon remporte les  huit ceintures le 11 octobre. Jushin Thunder Liger va lui reprendre le titre le 4 janvier 1997 et il va perdre le championnat international poids lourd junior de la WAR le 6 juin après sa défaite face à Yuji Yasuraoka (en). 
En 1998, Tenryu commence à ne plus avoir de temps pour s'occuper de la WAR et il décide de libérer ses catcheurs. La WAR organise alors que quelques spectacles par an avant de fermer ses portes en 2000. Le 27 juillet 2006, la WAR organise un tout dernier spectacle auquel participe beaucoup de catcheurs de la Dragon Gate. 
En 2010, Tenryu lance une nouvelle fédération de catch qu'il nomme Tenryu Project (en) et cette nouvelle fédération considère que plusieurs de ses titres sont dans la continuité des championnats de la WAR. 

## Championnats

### WAR International Junior Heavyweight Championship
Le WAR International Junior Heavyweight Championship (que l'on peut traduire en championnat international poids lourd junior de la WAR) est le championnat individuel de la division poids lourd junior de la WAR. De sa création jusqu'à la fermeture de la WAR, huit catcheurs ont détenu ce titre pour un total de 11 règnes.
| #  | Champion             | Règne | Date            | Durée                     | Lieu     | Notes                                                                            | Réf |
| -- | -------------------- | ----- | --------------- | ------------------------- | -------- | -------------------------------------------------------------------------------- | --- |
| 1  | Gedo                 | 1     | 26 mars 1995    | 2 mois et 9 jours         | Tokyo    | Il bat Lion Heart en finale d'un tournoi                                         |     |
| 2  | Lion Heart           | 1     | 4 juin 1995     | 1 mois et 24 jours        | Tokyo    |                                                                                  |     |
| 3  | Ultimo Dragon        | 1     | 28 juillet 1995 | 1 mois et 1 jour          | Tokyo    |                                                                                  |     |
| 4  | Gedo                 | 2     | 29 août 1995    | 1 mois et 6 jours         | Shizuoka |                                                                                  |     |
| 5  | Ultimo Dragon        | 2     | 5 octobre 1995  | 10 mois                   | Saitama  |                                                                                  |     |
| 6  | The Great Sasuke     | 1     | 5 août 1996     | 2 mois et 6 jours         | Tokyo    | Il bat Ultimo Dragon en finale du tournoi désignant le premier champion J-Crown. |     |
| 7  | Ultimo Dragon        | 3     | 11 octobre 1996 | 2 mois et 24 jours        | Osaka    |                                                                                  |     |
| 8  | Jushin Thunder Liger | 1     | 4 janvier 1997  | 5 mois et 2 jours         | Tokyo    |                                                                                  |     |
| 9  | Yuji Yasuraoka (en)  | 1     | 6 juin 1997     | 1 an, 7 mois et 9 jours   | Tokyo    |                                                                                  |     |
| 10 | Masao Orihara (en)   | 1     | 15 janvier 1999 | 1 mois et 14 jours        | Tokyo    |                                                                                  |     |
| 11 | Masaaki Mochizuki    | 1     | 1er mars 1999   | 7 ans, 4 mois et 26 jours | Tokyo    |                                                                                  |     |

### WAR International Junior Heavyweight Tag Team Championship
Le WAR International Junior Heavyweight Tag Team Championship (que l'on peut traduire en championnat international poids lourd junior par équipes de la WAR) est le championnat par équipes de la division poids lourd junior de la WAR.De sa création jusqu'à la fermeture de la WAR, huit équipes ont détenu ce titre pour un total de 10 règnes et il a été vacant à trois reprises.
| #  | Équipe                                           | Règne | Date             | Durée                    | Lieu      | Notes                                                                  | Réf |
| -- | ------------------------------------------------ | ----- | ---------------- | ------------------------ | --------- | ---------------------------------------------------------------------- | --- |
| 1  | Gedo et Lion Heart                               | 1     | 23 février 1996  | 1 mois et 4 jours        | Sendai    | Ils battent Lance Storm et Yuji Yasuraoka (en) en finale d'un tournoi. |     |
| 2  | Lance Storm et Yuji Yasuraoka (en)               | 1     | 27 mars 1996     | 3 mois et 23 jours       | Nagoya    |                                                                        |     |
| 3  | El Samurai et Jushin Thunder Liger               | 1     | 20 juillet 1996  | 3 mois et 20 jours       | Tokyo     |                                                                        |     |
| 4  | Lance Storm et Yuji Yasuraoka                    | 2     | 9 novembre 1996  | 3 mois et 3 jours        | Tokyo     |                                                                        |     |
| 5  | Masaaki Mochizuki et Choden Senshi Battle Ranger | 1     | 12 février 1997  | 3 mois et 19 jours       | Toyohashi |                                                                        |     |
| 6  | Masashi Aoyagi (en) et Gokuaku Umibozu           | 1     | 31 mai 1997      | 4 mois et 11 jours       | Tsu       |                                                                        |     |
| 7  | Yuji Yasuraoka (3) et Tomohiro Ishii             | 1     | 12 octobre 1997  | 6 jours                  | Hachioji  |                                                                        |     |
| -  | Vacant                                           | 1     | 18 octobre 1997  | 1 mois et 6 jours        |           | Le titre est vacant pour une raison inconnue.                          |     |
| 8  | Hiroyoshi Kotsubo et Masakazu Fukuda (en)        | 1     | 24 novembre 1997 | 8 mois et 11 jours       | Yokohama  |                                                                        |     |
| -  | Vacant                                           | 2     | 4 août 1998      | 4 mois et 7 jours        |           | Fukuda passe dans la catégorie des poids lourd.                        |     |
| 9  | Shinjirō Ōtani et Tatsuhito Takaiwa              | 1     | 11 décembre 1998 | 2 mois et 18 jours       | Tokyo     |                                                                        |     |
| 10 | Yuji Yasuraoka (4) et Tomohiro Ishii             | 2     | 1er mars 1999    | 3 mois et 19 jours       | Tokyo     |                                                                        |     |
| -  | Vacant                                           | 3     | 20 juin 1999     | 7 ans, 1 mois et 7 jours |           | Yuji Yasuraoka prend sa retraite.                                      |     |

### WAR World 6-man Tag Team Championship
Le WAR World 6-man Tag Team Championship (que l'on peut traduire en championnat du monde par équipes de trois de la WAR) est un championnat de catch par équipes de trois.
| #  | Équipe                                                        | Règne | Date               | Durée              | Lieu      | Notes                                                                                             | Réf |
| -- | ------------------------------------------------------------- | ----- | ------------------ | ------------------ | --------- | ------------------------------------------------------------------------------------------------- | --- |
| 1  | Gedo, Jado et Kōdō Fuyuki (en)                                | 1     | 30 juin 1994       | 1 mois et 27 jours | Sendai    | Ils battent Genichiro Tenryu, Animal Hamaguchi (en) et Koki Kitahara (en) en finale d'un tournoi. |     |
| 2  | Bob Backlund, The Warlord et Scott Putski                     | 1     | 26 août 1994       | 6 jours            | Yokohama  |                                                                                                   |     |
| 3  | Gedo, Jado et Kōdō Fuyuki                                     | 2     | 1er septembre 1994 | 4 mois et 7 jours  | Saku      |                                                                                                   |     |
| 4  | Michiyoshi Ohara, Shiro Koshinaka et Tatsutoshi Goto          | 1     | 8 janvier 1995     | 3 mois et 22 jours | Tokyo     |                                                                                                   |     |
| 5  | Genichiro Tenryu, Animal Hamaguchi (en) et Koki Kitahara (en) | 1     | 30 avril 1995      | 3 mois et 6 jours  | Tokyo     |                                                                                                   |     |
| 6  | Gedo, Jado et Kōdō Fuyuki                                     | 3     | 5 août 1995        | 1 mois et 29 jours | Kagoshima |                                                                                                   |     |
| 7  | Arashi, Koki Kitahara (2) et Nobutaka Araya                   | 1     | 4 octobre 1995     | 5 mois et 18 jours | Hamamatsu |                                                                                                   |     |
| 8  | Gedo, Jado et Kōdō Fuyuki                                     | 4     | 22 mars 1996       | 2 mois et 4 jours  | Hamamatsu |                                                                                                   |     |
| 9  | Yoji Anjo, Yoshihiro Takayama et Kenichi Yamamoto             | 1     | 26 mai 1996        | 12 jours           | Yokohama  |                                                                                                   |     |
| 10 | Gedo, Jado et Kōdō Fuyuki                                     | 5     | 7 juin 1996        | 12 jours           | Sapporo   |                                                                                                   |     |
| -  | Vacant                                                        | 1     | 19 juin 1996       | 1 mois et 1 jour   |           |                                                                                                   |     |
| 11 | Masahito Kakihara, Yuhi Sano (en) et Nobuhiko Takada          | 1     | 20 juillet 1996    | 2 mois et 21 jours | Tokyo     | Ils battent Gedo, Jado et Kōdō Fuyuki en finale d'un tournoi.                                     |     |